# Temozolomid
Temozolomid – organiczny związek chemiczny, lek przeciwnowotworowy.

## Mechanizm działania
Temozolomid jest prolekiem; pod wpływem fizjologicznego pH ulega przemianie do aktywnego związku, MTIC, wykazującego działanie alkilujące.

## Wskazania
- glejak wielopostaciowy (w skojarzeniu z radioterapią, następnie w monoterapii)
- wznowa lub progresja glejaka złośliwego (np. glejaka wielopostaciowego lub gwiaździaka anaplastycznego) po standardowym leczeniu.

## Przeciwwskazania
- nadwrażliwość na składniki leku lub dakarbazynę
- ciężkie zahamowanie czynności szpiku
- wrodzony niedobór laktazy Lappa
- nietolerancja galaktozy
- zaburzone wchłanianie glukozy lub galaktozy

### Przeciwwskazania względne
- ciężkie upośledzenie czynności wątroby i (lub) nerek
- podeszły wiek.

U chorych stosujących temozolomid w schemacie 42-dniowym w skojarzeniu z radioterapią należy stosować środki zapobiegające rozwinięciu zapalenia płuc wywołanego przez Pneumocystis jiroveci (PCP), zaś wszystkich chorych kontrolować pod kątem wystąpienia PCP.

## Interakcje
Stosowanie leku w skojarzeniu z innymi lekami powodującymi supresję szpiku może zwiększyć prawdopodobieństwo wystąpienia tego powikłania. Skojarzenie temozolomidu z kwasem walproinowym w niewielkim stopniu zmniejsza klirens temozolomidu.

## Ciąża i laktacja
Kategoria D. Temozolomid wykazuje silne działanie teratogenne i genotoksyczne.

## Preparaty
- Temodar, Temodal (Schering-Plough Corporation)